# Cordyline gibbingsiae
Cordyline gibbingsiae är en sparrisväxtart som beskrevs av Carse. Cordyline gibbingsiae ingår i släktet Cordyline, och familjen sparrisväxter. Inga underarter finns listade i Catalogue of Life.